# صموئيل ألفريد ميتشل
صموئيل ألفريد ميتشل (بالإنجليزية: Samuel Alfred Mitchell)‏ (و. 1874 – 1960 م) هو عالم فلك من كندا . ولد في كينغستن . وكان عضواً في الأكاديمية الوطنية للعلوم .
توفي في بلومنقتون، عن عمر يناهز 86 عاماً.

## التعليم
تعلم في جامعة جونز هوبكينز